# WolfQuest
WolfQuest é um jogo simulador para PC (não está mais disponível na Play Store, devido aos novos requisitos técnicos impostos pelo Google) que recria virtualmente o Parque Nacional de Yellowstone, entre os estados americanos de Wyoming, Montana e Idaho, onde o jogador controla um lobo. O jogador pode explorar campos e florestas e caçar alces e lebres, podendo também escolher o gênero e cor da pelagem do lobo.
Atualmente, sendo um dos melhores simuladores de animais selvagens no mundo devido suas características (modelos de animais, comportamentos e paisagens realistas). O objetivo do jogo, além de caçar e explorar, é fazer o jogador presenciar toda a vida de um lobo na natureza, encontrar um companheiro, defender e alimentar seus filhotes e criar uma alcatéia. A versão mais recente e atualizada do jogo é do ano de 2019 chamada "WolfQuest 3", uma comemoração ao aniversário de dez (10) anos do mesmo, esta versão levou mais de um (1) ano em desenvolvimento.

## Ver Também
- Afrika - Simulador de vida selvagem para Playstation 3